# Selno
Selno is een plaats in de gemeente Krapinske Toplice in de Kroatische provincie Krapina-Zagorje. De plaats telt 442 inwoners (2001).